# La Bretenière, Doubs
La Bretenière är en kommun i departementet Doubs i regionen Bourgogne-Franche-Comté i östra Frankrike. Kommunen ligger i kantonen Marchaux som tillhör arrondissementet Besançon. År 2022 hade La Bretenière 70 invånare.

## Befolkningsutveckling
Antalet invånare i kommunen La Bretenière
Referens:INSEE